# 다이이찌산쿄
다이이찌산쿄주식회사(일본어: 第一三共株式会社)는 도쿄도 주오구 니혼바시혼쵸에 본사를 둔 일본의 대형 제약 회사이다.